# Issancourt-et-Rumel
 Issancourt-et-Rumel  es una población y comuna francesa, en la región de Champaña-Ardenas, departamento de Ardenas, en el distrito de Charleville-Mézières y cantón de Villers-Semeuse.

## Demografía
| 377 | 381 | 348 | 390 | 358 | 371 |
| Para los censos de 1962 a 1999 la población legal corresponde a la población sin duplicidades (Fuente: INSEE [Consultar]) |     |     |     |     |     |